# Hongcao
Hongcao (kinesiska: 红草) är en köping i sydöstra Kina. Den ligger i stadsdistriktet Chengqu i staden Shanwei i provinsen Guangdong,  omkring 220 kilometer öster om provinshuvudstaden Guangzhou. Antalet invånare är 35 539. Befolkningen består av 17 558 kvinnor och 17 981 män. Barn under 15 år utgör 19,0 %, vuxna 15-64 år 72 %, och äldre över 65 år 7,0 %.